# 第29届金酸莓奖
第29届金酸莓奖（英語：29th Golden Raspberry Awards）是由金酸莓奖基金会举办的奖项，旨在评选2008年最糟糕的电影。颁奖典礼于2009年2月21日在加利福尼亚州好莱坞的巴恩斯德尔画廊剧院举行，由金酸莓奖创始人約翰·J·B·威爾遜主持。其中，《爱情导师》是本届金酸莓奖获得提名与奖项最多的电影，共获得7项提名以及最差电影奖、最差男主角奖，和最差电影剧本奖3个奖项。芭黎絲·希爾頓获得了3个奖项，包括其在《愛上野豬妹》的演出获得的最差女主角奖以及在《莎拉布萊曼之生化歌劇》的演出获得的最差女配角奖。还追平了艾迪·墨菲在上一届金酸莓奖凭借《糯米正傳》饰演的角色创下的演员单年获奖数量记录。
皮尔斯·布鲁斯南凭借《妈妈咪呀！》获得最差男配角奖，《印第安納瓊斯：水晶骷髏王國》获得最差前传、重拍、恶搞及续集电影奖。烏維·鮑爾凭借《地下兵团》、《末日危城：王者之役》以及《邮政恐怖份子》获得最差导演奖，并获得了最差成就奖这一特别奖项。
提名于2009年1月21日公布，在第81屆奧斯卡金像獎提名公布的前一天，根据金酸莓奖的传统，颁奖典礼也比奥斯卡奖颁奖典礼提前一天举行。金酸莓奖基金会650位付费会员投票决定获奖者。

## 颁奖典礼
颁奖典礼以一段讽刺电影《妈妈咪呀！》中的歌曲Dancing Queen的音乐表演拉开帷幕。由金酸莓奖创始人約翰·J·B·威爾遜担任颁奖典礼的主持人。获奖者会获得一座价值4.97美元的喷漆金色树莓奖杯。《爱情导师》获得了三项奖项：最差影片奖、最差男主角奖和最差电影剧本奖。最差影片奖是颁奖典礼上最后一个颁出的奖项。约翰·威尔逊并不认同观众们对《爱情导师》的评价，并且在为颁奖典礼做准备时再次观看了这部电影后对美联社表示：“他（指该电影编剧兼主演麥克·邁爾斯）的确逗得我笑了，而在当今，一部喜剧片里有两个笑点就已经算是很高的比例了。” 威尔逊在《衛報》的正式表态中说：“主要问题是没有人告诉麦克·迈尔斯那部电影不好笑。他成功得罪了所有印度人和他的投资者。”威尔逊还在颁奖典礼上撕碎了一份《爱情导师》的复制品。

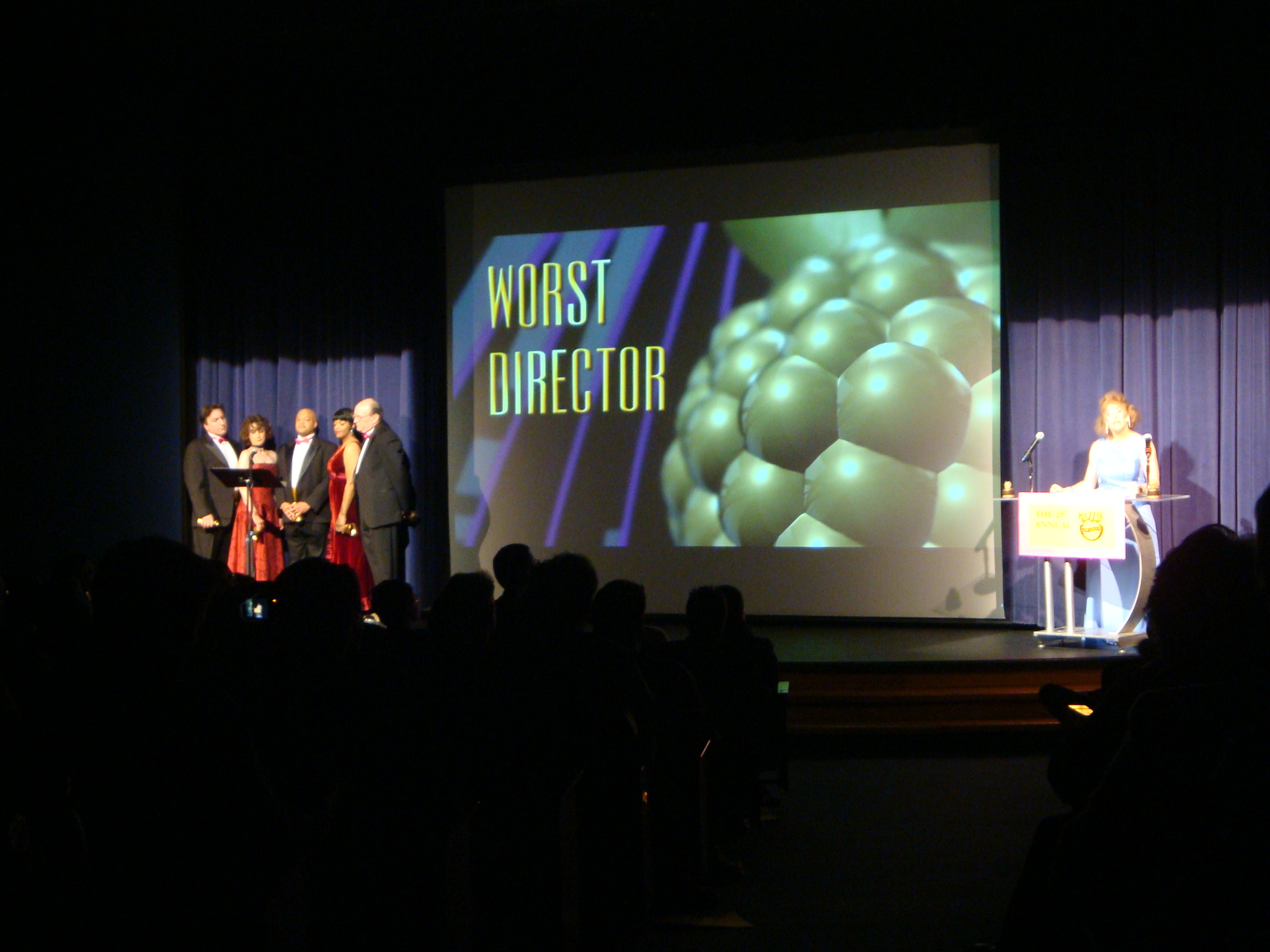
第29届金酸莓奖最差导演奖颁奖现场

芭黎絲·希爾頓的表演为她赢得了三个奖项，包括凭借在《爱上野猪妹》中的演出获得的最差女主角奖，并与克里斯蒂娜·莱金和乔尔·大卫·穆尔一同获得了最差银幕搭档奖，还凭借在《遗传学歌剧》中的演出获得了最差女配角奖。希尔顿追平了艾迪·墨菲在上一届金酸莓奖第28届金酸莓奖创下的单年获奖记录。威尔逊在谈到希尔顿的演出时声称：“她是21世纪的莎莎·嘉寶。她因为与别人廝混而出名，而非自己展现出的任何才华。她最终可能会与乌维·鲍尔一起工作。可能会在《吸血莱恩3：第三帝国》中饰演头号吸血鬼。”皮尔斯·布鲁斯南因其在电影《妈妈咪呀！》中的表演获得了最差男配角奖。颁奖主持人奇普·多内尔和凯莉·麦基弗形容布鲁斯南是“一个不会唱歌，不应该唱歌，并且也可以说没有在唱歌的演员，饰演了一个他不应该饰演的角色。”斯蒂芬·斯皮尔伯格执导的电影《印第安納瓊斯：水晶骷髏王國》获得了最差前传、重拍、恶搞及续集电影奖。
烏維·鮑爾凭借电影《地下兵團》、《末日危城：王者之役》和《邮政恐怖分子》获得最差导演奖。他还获得了金酸莓的特别奖项最差成就奖。鲍尔被颁奖主办方称之为“德国的艾德·伍德”。他在模拟苏丹達爾富爾现场的幽默录制视频中发表了获奖感言，其在视频中表示自己不会再参加金酸莓奖，因为金酸莓奖已经“毁了他的生活”。威尔逊向法新社表示：“乌维·鲍尔是世界级的电影导演，他做的任何事情都很糟糕。他是获得我们职业成就奖的绝对首选。”

## 入围暨获奖名单

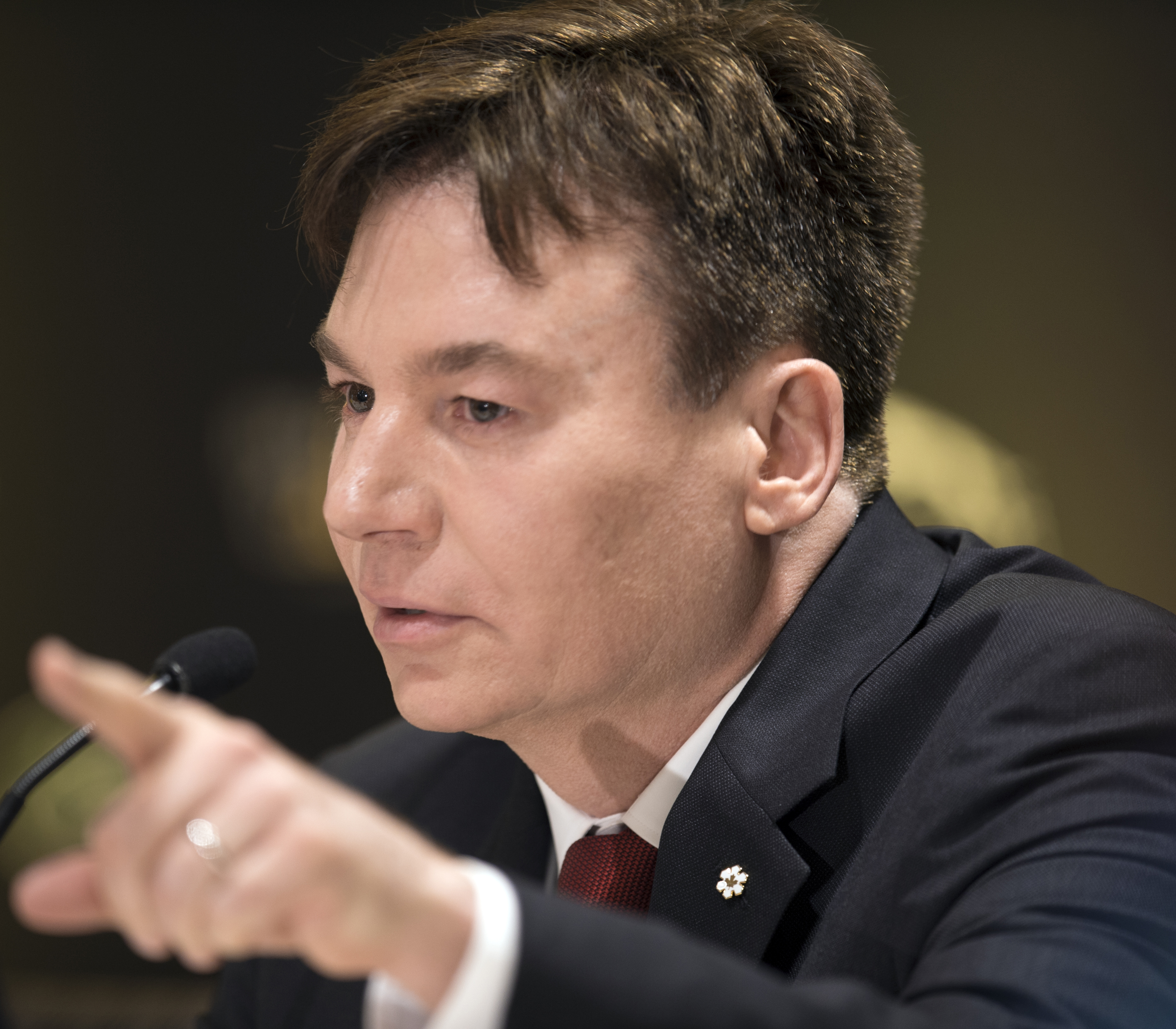
麦克·迈尔斯，最差男主角和最差剧本获得者

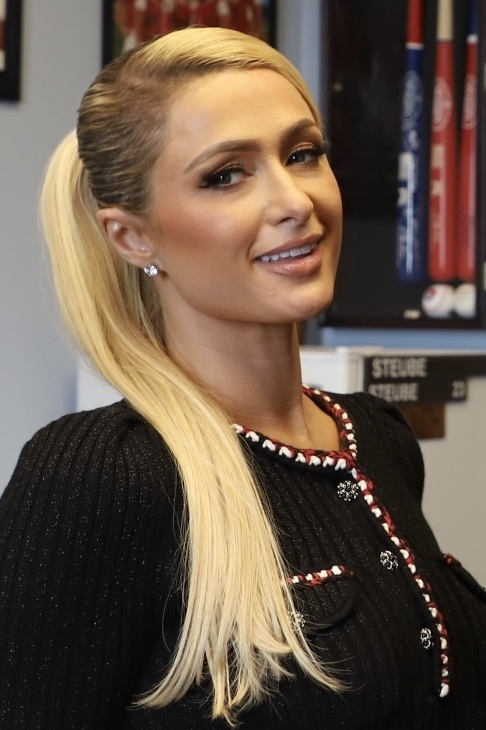
帕丽斯·希尔顿，最差女主角和最差女配角获得者

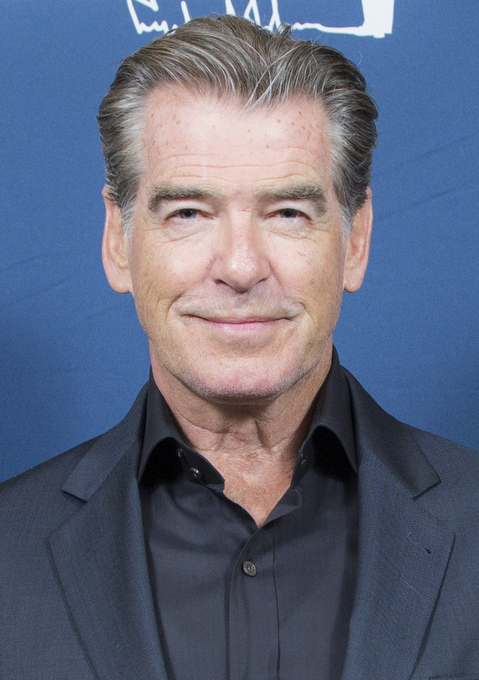
皮尔斯·布鲁斯南，最差男配角获得者

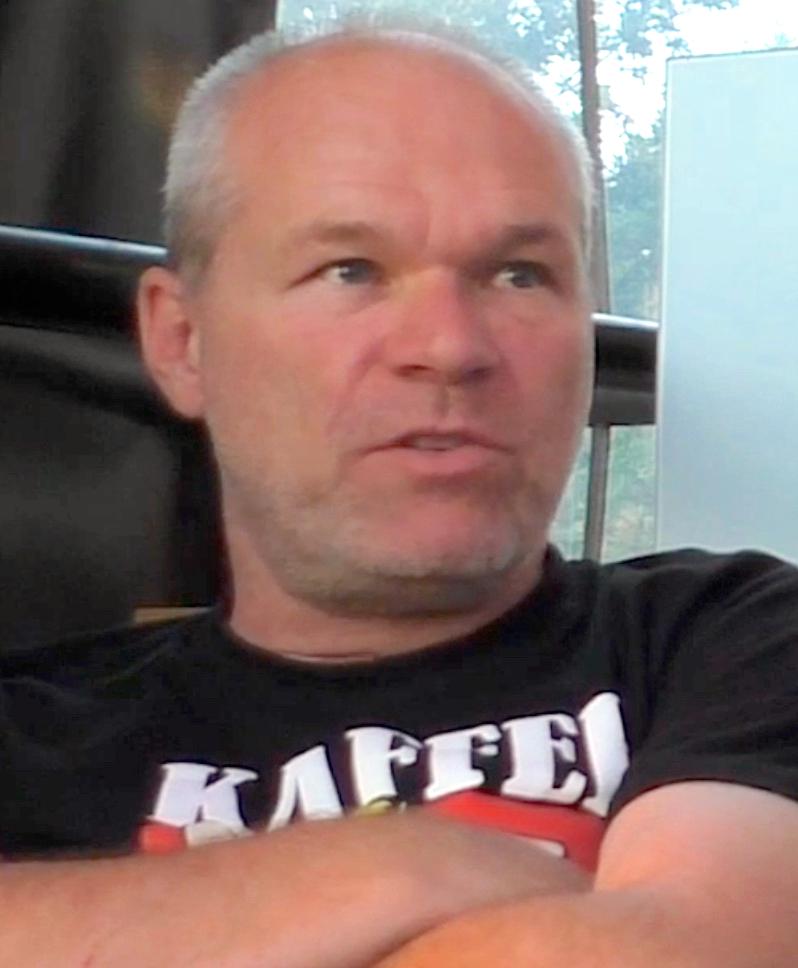
乌维·鲍尔，最差导演和最差职业成就获得者

| 最差电影 - 《爱情导师》— 派拉蒙影業 - 《灾难大电影》、《這不是斯巴達》— 狮门娱乐、二十世紀影業 - 《破天慌》— 二十世纪影业 - 《爱上野猪妹》— 摄政发行、顶峰娱乐 - 《末日危城：王者之役》— 鲍尔KG、明光制片                                  | 最差导演 - 烏維·鮑爾 —《1968年：隧道之鼠》、《末日危城：王者之役》、《邮政恐怖分子》 - 贾森·弗里德伯格与阿龙·塞尔策 —《灾难大电影》、《這不是斯巴達》 - 汤姆·帕特南 —《爱上野猪妹》 - 马尔科·施纳贝尔 —《爱情导师》 - 奈特·沙马兰 —《破天慌》         |
| 最差男主角 - 麥克·邁爾斯 —《爱情导师》 - 王牌接线员拉里 —《乌龙保镖》 - 艾迪·墨菲 —《大哥號玩轉地球》 - 艾尔·帕西诺 —《88分鐘》、《世紀交鋒》 - 馬克·華伯格 —《破天慌》、《魔間煞星》                                                      | 最差女主角 - 芭黎絲·希爾頓 —《爱上野猪妹》 - 潔西卡·艾巴 —《異度見鬼》、《爱情导师》 - 卡麥蓉·狄亞茲 —《頭彩冤家》 - 姬·韓遜 —《淘金俏冤家》、《我最好朋友的女朋友》 - 安妮特·班寧、伊娃·门德斯、黛博拉·梅辛、潔達·蘋姬·史密斯、梅格·瑞安 —《女人们》 |
| 最差男配角 - 皮尔斯·布鲁斯南 —《妈妈咪呀！》 - 烏維·鮑爾 —《邮政恐怖份子》 - 本·金斯利 —《爱情导师》、《古怪因子》、《战争公司》 - 畢·雷諾斯 —《赌城风云》、《末日危城：王者之役》 - 威勒·特耶 —《爱情导师》、《邮政恐怖分子》             | 最差女配角 - 芭黎絲·希爾頓 —《遗传学歌剧》 - 卡门·伊莱克特拉 —《灾难大电影》、《這不是斯巴達》 - 金·卡戴珊 —《灾难大电影》 - 珍妮·麥卡錫 —《乌龙保镖》 - 莉莉·索碧斯基 —《88分鐘》、《末日危城：王者之役》                                            |
| 最差搭檔 - 芭黎絲·希爾頓、克里斯汀·莱金或乔尔·大卫·摩尔 —《爱上野猪妹》 - 烏維·鮑爾和“任何其电影的演员、镜头或剧本” - 卡麥蓉·狄亞茲、艾希頓·庫奇 —《頭彩冤家》 - 王牌接线员拉里、珍妮·麥卡錫 —《乌龙保镖》 - 艾迪·墨菲 —《大哥號玩轉地球》 | 最差前傳、重拍、惡搞及續集電影 - 《印第安納瓊斯：水晶骷髏王國》— 派拉蒙影業 - 《當地球停止轉動》— 二十世紀影業 - 《灾难大电影》、《這不是斯巴達》— 狮门娱乐、二十世纪影业 - 《極速賽車手》— 华纳兄弟 - 《星球大战：克隆战争》— 华纳兄弟               |
| 最差劇本 - 《爱情导师》— 麥克·邁爾斯、格雷厄姆·戈迪编剧 - 《灾难大电影》、《這不是斯巴達》— 贾森·弗里德伯格与阿龙·塞尔策编剧 - 《破天慌》— 奈特·沙马兰编剧 - 《爱上野猪妹》— 海迪·费勒编剧 - 《末日危城：王者之役》— 道格·泰勒编剧         | 最差职业成就奖 - 烏維·鮑爾（德国的艾德·伍德） |

## 备注
1. ↑  这些会员均为来自来自20个国家的记者、影迷和电影专业人士。[1][7]
2. ↑  墨菲凭借在电影《糯米正傳》中饰演的多个角色获得了上一届金酸莓奖类别不同的三个奖项。[13]
3. ↑  这里指电影《外太空九号计划》的导演艾德·伍德。[1]
4. ↑  兩部電影一同入圍。
5. ↑  重拍自1951年电影地球停转之日。